# 石橋穂乃香
石橋 穂乃香（いしばし ほのか、1989年7月31日 - ）は、日本の女優。石橋 穂のかとされる事もある。旧芸名は穂のか（ほのか）。
東京都出身。キャストコーポレーション、カムトゥルー所属を経てフリー。父はお笑いタレント・とんねるずの石橋貴明。既婚。

## 略歴
お笑いタレント・とんねるずの石橋貴明と、かつてモデルをしていた石橋の前妻との間に長女として誕生。両親は1998年に離婚、母親と生活するようになる。その後石橋と鈴木保奈美の再婚が報じられ、マスコミを避けるために母子で日本国外に移住。小学校4年生から約2年半、アメリカ・ハワイで生活していた。帰国後、小学6年・中学1年とインターナショナルスクールに通ったのち転校。
子供の頃から漠然と「自分は芸能界に入る」と思っており、かつては歌手を目指しレッスンを受けていた。大好きだった漫画『ハチミツとクローバー』の実写映画を観に行き、なかでも特に蒼井優に影響を受けて、女優を志すようになった。
2007年から雑誌・CM出演などの芸能活動をはじめる。石橋貴明の娘であることを伏せてオーディションを受け、日米韓合作映画『The Harimaya Bridge はりまや橋』で穂のかの芸名で女優デビューする。2009年に同作と主演映画『アンを探して』が続けて公開された。
2009年4月からキャストコーポレーションに所属。女優として活動するほか「二世タレント」としてバラエティ番組にゲスト出演し、父親について語ることもある。
2013年8月、ヒロインとして出演予定であった舞台『タクシードリーマーズ～あったかハートに夢のせて～』を降板、後に作品の上演自体が中止となった。穂のかは自身のブログにてこの件を謝罪し、降板の理由を「重度のストレスが原因であった」と明かした。
2014年、キャストコーポレーションのプロフィールおよびオフィシャルブログが閉鎖されたが、2月に自身のTwitterを更新し、出生名の石橋穂乃香に芸名を改めて仕事を再開することを表明した。芸名を変えてからの初仕事は、東京芸術劇場で行われた朗読劇『朗読 東京』。加治将樹とのコンビで2月8日の回に『微熱少年』（松本隆・作）を演じた。
2025年1月17日、所属事務所カムトゥルーを退所したことを報告した。
女優活動に加え、裏方として舞台制作にも関与している。

## 人物
身長162cm。スリーサイズはB82cm、W58cm、H84cm。靴のサイズは23.5～24cm。
趣味は読書、映画観賞、音楽鑑賞、絵描き、歌。漫画が好きで、「へたなマンガ喫茶くらいの量はある」と語る。
特技は英会話と、ジブリアニメなど好きな映画の台詞の真似。小学校時代に2年半アメリカで生活した経験から英語が得意であり、「ハリウッドで活躍できるような個性派の女優」を目指している。
2021年7月31日に年上の一般男性と結婚。翌8月に結婚したことを発表。8月25日放送の『今夜くらべてみました』（日本テレビ）にて、結婚相手は37歳のアパレル会社勤務の一般男性であることを明かした。
2022年4月3日、第1子妊娠を報告。
2022年5月7日、自身のInstagramにて第1子を出産したことを報告した。石橋貴明にとっては初孫となる。

## エピソード
両親の離婚後も父親とは「普通に交流があった」と明かしている。芸能界での仕事に関してはすべて事後報告であり、父親に報告した際には「協力はしないけど、応援はする」と言われた。また、仕事をするうえで「時間」を大切にすることを諭され、腕時計を贈られている。
とんねるずの7thアルバム『ほのちゃんにはがはえた。』（1990年発売）の『ほのちゃん』は、穂乃香のことである。ジャケット写真には実際に歯が生えた当時の自身の口元が使われている。
『うたばん』の番組タイトルロゴは、小学生時代に穂乃香が書いたものである。これに対する番組側の謝礼として、ハワイ旅行をプレゼントされた。
初恋の相手は内村光良。ハワイ在住の頃、友人から日本で録画した『笑う犬』『ウリナリ！』『炎のチャレンジャー』を見るのが心の救いであり「恋ってこんなに苦しいんだ」と思ったという。内村が結婚した時は泣いたという。

## 出演

### 映画
- 映画 クロサギ（2008年）
- The Harimaya Bridge はりまや橋（2009年） - エミ 役
- アンを探して LOOKING FOR ANNE（2009年） - 主演・杏里 役[24]
- 箱入り息子の恋（2013年） - ふなこしさん 役
- 風俗行ったら人生変わったwww（2013年）- 滝田（ネット住民） 役
- 太秦ライムライト（2014年） - 山崎奈緒 役
- THE HYBRID 鵺の仔（2015年） - 主演・三島チアキ 役[25]
- 過激派オペラ（2016年） - 松井はつね 役
- 箱入娘面屋人魚（2017年） - 主演・人魚 役
- ニワトリ★スター（2018年） - 華 役
- 氷室蓮司（2024年4月12日公開）[26]

### テレビドラマ
- 新・警視庁捜査一課9係 season2 第3話「殺人ベストセラー」（2010年7月14日、テレビ朝日） - 南条あかり 役
- 水戸黄門 第42部 第4話「剣に勝つ、医は仁術-高田-」（2010年11月1日、TBS） - お美代 役
- タクシードライバーの推理日誌31（2012年12月8日、テレビ朝日） - 福原由希 役
- メガバンク最終決戦（2016年2月 - 3月、WOWOW)
- マネーの天使～あなたのお金、取り戻します!～ 第10話（2016年3月10日、読売テレビ） - 沢村美久 役
- トットちゃん!（2017年10月 - 12月、テレビ朝日） - 杉山緑 役
- 孤独のグルメ Season7 第7話（2018年5月19日、テレビ東京） - 女性客(1) 役

### 舞台
- 変身（2010年） - グレタ 役
- ミュージカル 似非紳士（2011年） - 奈美 役
- 往転（2011年）
- 真田十勇士 ～カッコ良くなきゃ死ぬだけさ～（2012年9月 - 10月） - 雪乃 役
- 朗読 東京『微熱少年』（2014年2月）
- 超、今できる、精一杯（2015年11月）
- 私のホストちゃん REBORN（2017年1月） - 鈴音 役
- M&Oplaysプロデュース「クランク・イン！」（2022年10月7日 - 30日、本多劇場／11月2日・3日、三島市民文化会館 大ホール／11月11日 - 13日、梅田芸術劇場 シアター・ドラマシティ／11月19日・20日、ウインクあいち 大ホール）- 宮城真理 役[27]

### その他のテレビ番組
- かみばな ～日本には八百万の神様がいるかもしれない～（2013年4月、BS11） - クシナダヒメ 役
- 突然ですが占ってもいいですか？（2022年1月、フジテレビ）[28]

### インターネット
- ほのとりま（2012年4月 - 2013年、ニコジョッキー）

### CM
- カルビー「じゃがりこ」じゃがりこステップ篇（2008年） - 友達 役
- 相模屋食料株式会社（2010年）

### ミュージックビデオ
- CHIHIRO「Last Kiss」（2009年2月）

### その他
- 女優：穂のか（2009年12月 - 2010年12月）「ハリウッドチャンネル」内連載コラム